# Ida Kelarová
Ida Kelarová, rozená Ida Bittová, (* 10. února 1956 Bruntál) je česká zpěvačka romské národnosti, muzikantka a sbormistryně, sestra zpěvačky a herečky Ivy Bittové. V roce 2023 dostala státní vyznamenání za zásluhy o stát v oblasti kultury, výchovy a školství.

## Životopis
Je z národnostně smíšené rodiny – otec Koloman Bitto byl známý romský muzikant, původem z jižního Slovenska; matka Lidmila, učitelka v mateřské školce, pocházela ze Slovácka. Dětství Ida Kelarová prožila ve Vrbně pod Pradědem, Prešově a v Horních Salibách. Studovala lidovou školu umění v Opavě a na Janáčkově konzervatoři v Brně (studovala hru na klavír a violoncello).
V letech 1975–1982 Kelarová působila jako herečka a zpěvačka v Divadle na provázku v Brně. V roce 1982 se přestěhovala za manželem do Walesu. V roce 1985 odjela do Dánska, kde začala koncertovat a učit romské písně. Později působila v Norsku a opět ve Walesu. V roce 1995 se vrátila do České republiky. V Bystrém na Českomoravské vrchovině založila Mezinárodní školu pro lidský hlas. Organizuje mezinárodní workshopy, multietnické projekty, romský festival Gypsy Celebration Hartmanice a v různých zemích zakládá pěvecké sbory s repertoárem romských písní Apsora. V roce 1999 vytvořila spolu se svým nynějším partnerem Desideriem Duždou skupinu Romano Rat („Romská krev“), s níž koncertuje po celém světě. V roce 2011 založila pěvecký sbor Čhavorenge, který podporuje romské děti a mládež. Od roku 2014 s tímto sborem spolupracuje s Českou filharmonií, společně měli 130 koncertů v České republice i v zahraničí,  také byly v rámci vzájemné spolupráce pořádány stovky workshopů pro romské děti.
Za hudbu k filmu Zpráva o putování studentů Petra a Jakuba byla Kelarová v roce 2001 nominována na Českého lva.

## Diskografie
- 1997 Ida Kelarová a hosté (Iva Bittová, Stella Chiweshe, Věra Bílá, Trio Bogura, Nasrin Pourhosseini, Equidad Bares)
- 1997 Staré cikánské písně (v spolupráci s Věrou Bílou)
- 1999 Ida Kelarová a Romano rat Gypsy Blood
- 2000 Dadoro
- 2002 Staré slzy
- 2008 Jazz – DVD s Ivou Bittovou
- 2009 Aven bachtale – s Dudžou (Dežo) Desideriem a Jazz Famelija
- 2010 Romská balada – se Škampovým kvartetem

## Ocenění
- Stříbrná medaile předsedy Senátu (2022)
- Medaile Za zásluhy  1. stupně, udělil prezident Petr Pavel v roce 2023